# Monimpé

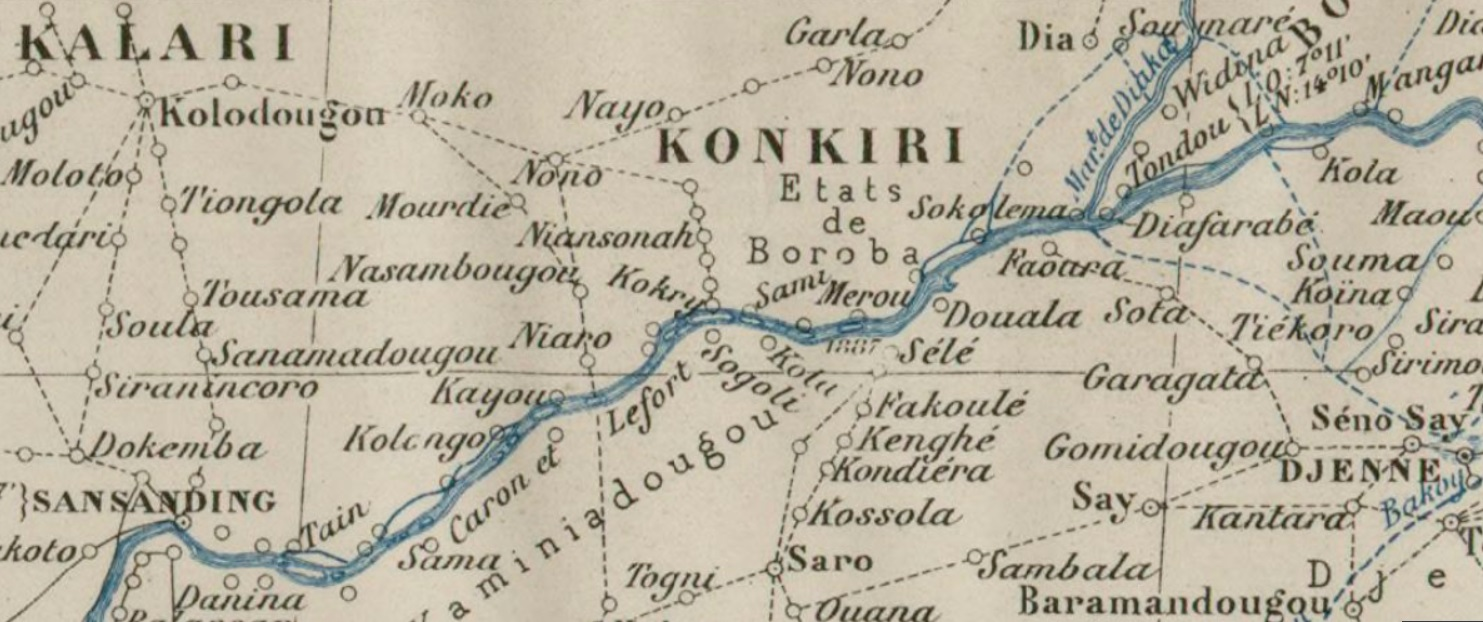
Mapa de Monimpé

Monimpé fou una regió important de Ségou, a Mali. Estava situada a la riba esquerra del riu Níger, entre Sansanding i la regió de Konkiri (els estats de Boroba). Sovint se l'anomenava Monimpé-Nono per la regió agregada de Nono, situada al nord-est. La capital (de fet el lloc on es reunien els caps locals) era Kokry o Kokri, a la riba del Níger a mig camí entre Sansanding i Diafarabé. Kokry era el lloc on feien parada les caravanes que anaven cap a Djenné. Els tres centres islàmics principals eren Kouna, Markalla i Ouro-Boki. Nominalment els caps estaven sotmesos a regne Tuculor però gaudien de gran autonomia i sovint donaven suport als enemics del regne, en part instal·lats a Sansanding.
Després de la conquesta francesa de Ségou el 1890 els habitants de la regió es van oposar al domini francès i una columna militar va haver d'imposar el control de França. El 1891 la regió fou segregada de l'antic regne tuculor de Ségou i incorporada al nou regne de Sansanding junt amb altres territoris, sota l'autoritat de Mademba Sy. Va participar en la revolta de 1892. Després de la derrota dels rebels a Dosséguéla, van seguir en mans del regne de Sansanding fins que el 1893 van passar al cercle de Sokolo.